# Mireia Hernández
Mireia Hernández Luna (5 de marzo de 2002) es una deportista española que compite en natación sincronizada.
Ganó tres medallas en el Campeonato Mundial de Natación entre los años 2022 y 2025, y dos medallas en el Campeonato Europeo de Natación, en los años 2024 y 2025. En los Juegos Europeos de Cracovia 2023 consiguió una medalla de oro.

## Palmarés internacional
| Campeonato Mundial | Campeonato Mundial  | Campeonato Mundial | Campeonato Mundial |
| Año                | Lugar               | Medalla            | Prueba             |
| ------------------ | ------------------- | ------------------ | ------------------ |
| 2022               | Budapest (Hungría)  | Medalla de bronce  | Rutina especial    |
| 2024               | Doha (Catar)        | Medalla de plata   | Dúo libre mixto    |
| 2025               | Singapur (Singapur) | Medalla de plata   | Dúo técnico mixto  |
| Juegos Europeos    |                     |                    |                    |
| Año                | Lugar               | Medalla            | Prueba             |
| 2023               | Oświęcim (Polonia)  | Medalla de oro     | Dúo libre mixto    |
| Campeonato Europeo |                     |                    |                    |
| Año                | Lugar               | Medalla            | Prueba             |
| 2024               | Belgrado (Serbia)   | Medalla de oro     | Dúo técnico mixto  |
| 2025               | Funchal (Portugal)  | Medalla de oro     | Dúo técnico mixto  |